# Воронцовский маяк
Воронцовский маяк (укр. Воронцовський маяк) расположен на оконечности Карантинного (сейчас Рейдового) мола в Одесском порту на Чёрном море. Он первым встречает и последним провожает все приходящие в Одессу суда.

## История

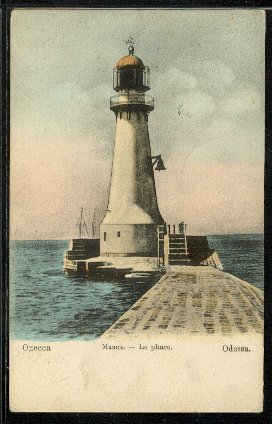
Воронцовский маяк (чугунный)

В истории Одесского порта прослеживается «династия» Воронцовских маячных огней и маяков. Они сменяли друг друга, совершенствуясь и перестраиваясь, по мере удлинения Карантинного и строительства Рейдового молов.
Самый первый маяк Одессы был заложен при генерал-майоре Кобле в 1815 году не на нынешнем месте, а на мысе Большого Фонтана. Достроен он был при генерал-губернаторе светлейшем князе Воронцове, открыт 6 декабря 1827 года и получил в народе название Воронцовского.
Первый стационарный маяк на молу, бывший деревянным, установлен в 1845 году на оконечности Карантинного мола по инициативе известного русского флотоводца, первооткрывателя Антарктиды адмирала Михаила Лазарева.
В 1863 году сооружается чугунная башня, перестроенная в 1888 году, которая просуществовала до штурма Одессы в сентябре 1941 года. Этот Воронцовский маяк представлял собой семнадцатиметровую чугунную сужающуюся кверху башню изящной маячной архитектуры с выписанным из Парижа осветительным аппаратом системы Френеля и, как было громко записано в лоции, помещением для маячных сторожей.
Как вспоминал Корней Чуковский, это помещение «была самая что ни на есть нищая конура с узкой койкой и перевернутым ящиком вместо стола».
Стоящая в середине залива белая башня, белые спасательные круги, белые и чёрные ограждающие цепи, ярко-медный надраенный колокол, крутые каменные ступени до самой воды, ночной красный огонь — всё это создавало вокруг маяка своеобразный ореол романтики, надолго запомнившийся одесситам разных поколений.

## Знаменитости о Воронцовском маяке
Стихи и проза, фотографии и кинофильмы, значки и открытки превратили Воронцовский маяк в символ Одессы — своего рода визитную карточку, как бы вручавшуюся всем прибывшим в город с моря.
- Александр Куприн так писал в знаменитом рассказе «Гамбринус»:

Часто в порт заходили трехмачтовые итальянские шхуны со своими правильными этажами парусов — чистых, белых и упругих, как груди молодых женщин; показываясь из-за маяка, эти стройные корабли представлялись чудесными белыми видениями, плывущими не по воде, а по воздуху, выше горизонта
- На маяк с палубы старого парохода «Тургенев» смотрел юный Валя Катаев, а потом написал в повести «Белеет парус одинокий», как пароход входил в порт,

очень близко огибая толстую башню, в сущности, не очень большого маяка с колоколом и лестницей
- Молодой Эдуард Багрицкий ходил на шаланде с ланжероновскими рыбаками, где

За маяком, за вольным поворотом
Свежеет ветер и плывут дубки
(стихотворение «Порт»).
- Гимназистка Вера Инбер видела маяк с балкона своей гимназии, откуда, как она написала в рассказе «Смерть луны», маяк был виден, как тонкая свеча, потушенная на рассвете
- Юношеские впечатления от маяка остались и у Юрия Олеши в книге «Ни дня без строчки»:

Я не был на маяке, я только видел, как он горит. Мало сказать видел: вся молодость прошла под вращением этого гигантского то рубина, то изумруда.

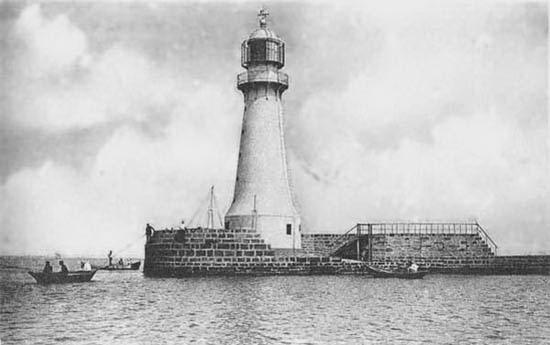
Воронцовский маяк (чугунный), начало 1900-х годов

Он зажигался вдали сравнительно не так уж далеко, километрах в двух, что при чистоте морского простора — ничто! Зажигался в темноте морской южной ночи, как бы появляясь из-за угла, как бы вглядываясь именно в вас. Боже мой, сколько красок можно подыскать здесь, описывая такое чудо, как маяк, такую древнюю штуку, такого давнего гостя поэзии, истории, философии
(В начале XX век одесские деревья были моложе, дома существенно ниже, потому маяк можно было видеть из разных точек города.)
За окном редакции зеленел воздух и мерно мигал красным огнём Воронцовский маяк
 — так начинался вечер для секретаря редакции газеты «Моряк» Константина Паустовского, который опишет маяк в повести «Время больших ожиданий».

## Разрушение маяка
Мы уплывали и возвращались,
Парней одесских знают все моря,
Но никогда мы так не волновались,
Когда родной мы видели маяк.

Эту песню осенью 1942 года написал в осаждённом Ленинграде поэт Всеволод Азаров, не зная, что маяк родного города уже разрушен.
Во время обороны Одессы его пришлось взорвать, чтобы лишить немецко-румынских артиллеристов в Чабанке возможности прицеливаться по маяку для обстрела акватории порта. Маяк был взорван 15 сентября 1941 года. Во время войны был также сильно повреждён Карантинный мол, особенно его оконечность.

## Новый маяк

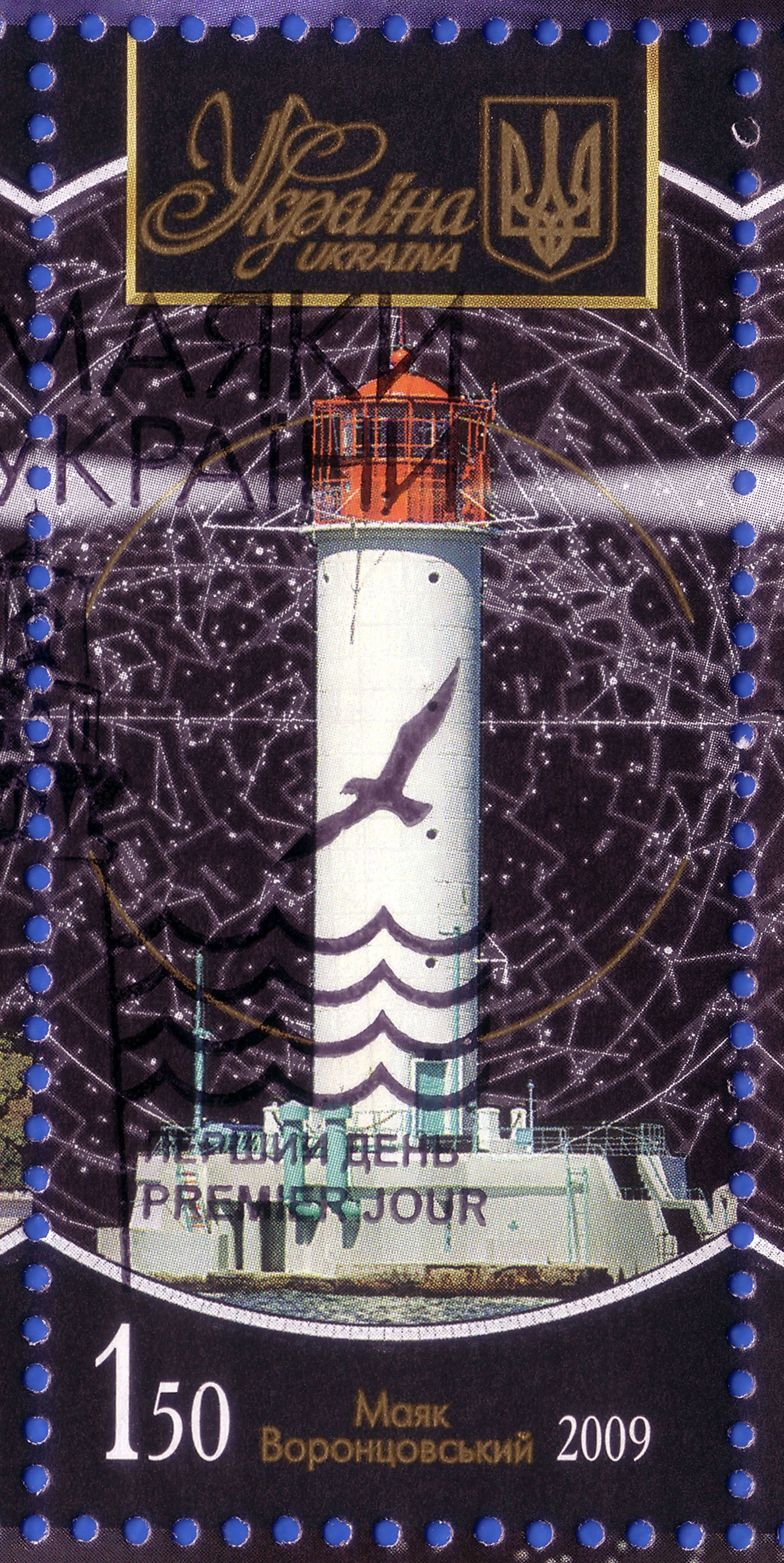
Новый маяк на почтовой марке Украины (2009 год)

Сначала в 1950—1953 годах восстановили мол, получивший название Рейдовый. Затем на него поставили новый маяк, в отличие от прежнего, с цилиндрической башней. По традиции его называют Воронцовским.
Белая башня маяка с красным фонарем высотой 26 метров изготовлена на Кронштадтском судоремонтном заводе в 1954 году. Маяк видно за 15 морских миль. Внутри «головы» мола смонтирована аппаратура кругового радиомаяка и силовая часть звукосигнальной туманной установки — наутофона.
Воронцовский маяк является передним маяком створа, ведущего на акваторию порта с моря. Задним маяком этого створа служит задний Одесский створный маяк, белая четырёхгранная башенка с красным же фонарём установлена на крыше белого многоэтажного здания на высоте 20 м на расстоянии 1,2 мили от Воронцовского.
Так продолжается славная история Воронцовского маяка, отлитого в бронзе медали «За оборону Одессы».

## Национальный рекорд «Самый длинный подиум в Украине»
15 июля 2017 года Воронцовский маяк был задействован в исторических событиях модной индустрии. На Рейдовом молу, протяженностью 612,4 м в рамках Odessa Fashion Week Cruise проходил модный показ коллекций одесских дизайнеров и был зафиксирован национальный рекорд — «Самый длинный подиум в Украине». Инициатором рекорда выступила организатор Odessa Fashion Week Зарина Семенюк при поддержке Администрации Одесского морского порта.